# 私を旅館に連れてって
『私を旅館に連れてって』（わたしをりょかんにつれてって）は、2001年4月11日から6月27日までフジテレビ系列「水曜劇場」枠で、水曜21:00 - 21:54（JST）に放送されたドラマ。主演は観月ありさ。
キャッチコピーは、『行ってみたい場所がある。それはぬくもりと安らぎ、そして夢のある場所』、番組宣伝ポスター等のコピーは『ダメ人間だけど人間だ。』。

## あらすじ
イベントコンパニオンの笹野倫子は働くことが嫌いで怠惰な生活を送り、仕事の目的もリッチな男探し。友人の衛藤なぎさとイベントで出会った男達の名刺を競ったり、ゲットした男達から貢物として同じモノを貢がせ換金して遊ぶ毎日だった。
そんなある日、倫子となぎさは番組アシスタントとしてテレビ局に行く。その日は数多くのホテルを手掛けた高邑隆一郎が出演。感想を言うようにとアシスタントディレクターから言われた際、話を全く聴いていなかった苦し紛れで「番組では語らなかった高邑さんの本音の部分に感心しました」と話す。この言葉を真に受けた高邑はあっという間に倫子にプロポーズし、2人は結婚する。ただし、前妻の子・志保は、倫子が金目的で隆一郎に接近したと勘繰り、優しい父親を奪われた気持ちも相まって、倫子を激しく憎んでいた。
隆一郎は結婚式の後すぐに渡った仕事先のオーストラリアで突然脳梗塞で倒れ死去。さらにオーストラリア進出の際に共同で事業を手掛けた人間に逃げられていたのだ。あとには300億円の借金が残り、全てのホテル、自宅は全て差し押さえ。唯一残ったのは、負債7000万円を抱えた伊豆・修善寺にある聞いたこともない温泉旅館「花壱」だけだった。
実は、この旅館は隆一郎が借金ごと買い取ったという。債権者の黒沼父子（「黒沼旅館」経営）がやってきて、返済を迫られた倫子は、すかさず売る気になる。志保はもちろん抵抗したが、倫子は従業員を集め「一週間後に売ります」と宣言するのだった。一方、なぎさは質屋で時計を売る所を貢いでくれた男に発見され、命の危機さえ感じてしまう。
一旦東京に戻り、荷物を整理した倫子。ビデオデッキの中には倫子の出演した、隆一郎の対談番組があった。そこには旅館が隆一郎が生まれ育った家だったこと、生涯の伴侶を見つければ花壱を買い戻し、理想とする旅館を運営したいという隆一郎の夢が収録されていた。そしてパソコンのメールボックスには、隆一郎が倒れる直前にオーストラリアから倫子に送ったメールが…。

## キャスト

### 高邑家
笹野倫子 → 高邑倫子〈24〉
演 - 観月ありさ
ホテルチェーンオーナーの玉の輿に乗ったと思いきや、突然夫の死と財産差押えに遭い、唯一の遺産である花壱に引っ越しを余儀なくされる。
高邑隆一郎
演 - 中井貴一
倫子のコメントを勘違いし、本気で倫子を愛してしまう。そのまま結婚するが、豪州で財産を持ち逃げされ失意のうちに突然死。
高邑志保〈13〉
演 - 黒川芽以
隆一郎と前妻の間にできた一人娘。財産目当てで隆一郎と結婚した倫子を激しく憎悪する。

### 旅館花壱
衛藤なぎさ〈23〉
演 - 矢田亜希子
倫子の親友だが、全くの世渡りベタで倫子にコンプレックスを感じている。借金取りに追い回され、倫子のいる花壱へ転がり込む。
千葉由幸〈25〉
演 - 金子賢
修善寺きっての不良で、東京のボクシングジムに入るもデビュー戦で惨敗し挫折、以降花壱の下働きをしている。
大石次郎〈37〉
演 - 梶原善
待遇に釣られラブホテルに移ったが、クビになって再び花壱へ出戻ってきた番頭。結婚寸前で女に逃げられた過去がある。
園部初恵〈35〉
演 - 円城寺あや
倒産寸前の花壱以外に勤め場所がなく、仕方なく花壱で仲居をしている。口うるさくヘビースモーカー。着付けや布団敷きは得意。
加賀谷学〈40〉
演 - 酒井敏也
送迎バスの運転手。えびす銀行頭取の甥だが、運転免許と絵以外に何も特技がなく、おまけに挙動不審。ペットのカメを常に水槽ごと持ち歩いている。
原里子〈22〉
演 - 馬渕英里何
求人の張り紙を見て来た料理人見習い。沼津のフランス料理店「ボンジュール」で下働きの経験はあるが、日本料理はほとんど素人。
殿山元
演 - 江幡高志
40年前、高邑家が花壱を経営していた当時からの古参。風呂掃除と湯加減については抜群の経験とこだわり。ぎっくり腰持ち。
篠田太一〈45〉
演 - 風間杜夫
もとは赤坂にある有名料亭「北川」の板長。隆一郎に頼み込まれて花壱へ移って来た。腕は確かだがとにかく意固地。
勅使河原史子〈38〉
演 - 浅野ゆう子
花壱に半月以上独りで泊まっていた謎の女。自殺願望ではないかと従業員に勘繰られる。
よしだくん
加賀谷の飼っているペットのカメ。空腹だとお腹が鳴る。

### 修善寺の人びと
黒沼利一〈56〉
演 - 金田明夫
「黒沼旅館」のオーナー。花壱の債権者であり、地域の自治会長。花壱を乗っ取りリゾート地にしようとあれこれ画策している。
黒沼法生〈21〉
演 - 岸田健作
利一の長男で典型的なドラ息子タイプ。倫子に一目惚れし、積極的にデートを申し込み、花壱を何かとアシスト。
早川藍子〈29〉
演 - 田村英里子
利一のお気に入りでスナック「夜間飛行」のママ。本職は生け花の先生で、修善寺の旅館の花はほとんど彼女によるもの。
吉本絵美〈22〉
演 - 菅原禄弥
おしゃべり好きな夜間飛行のホステス。千葉とは幼なじみ。法生に好意を抱いている。

### 神崎開発
神崎宗吉
演 - 織本順吉（第11・最終話）
栄佑の父。独りで訪れた花壱を非常に気に入ったが、次に倫子に東京で会ったとき、彼女は既に女将ではなかった。
神崎栄佑
演 - 春田純一（第11・最終話）
社長。強引な手法で修善寺のゴルフ場開発計画を進めるが、父に半ば拉致される形で花壱へ。そこで重要な契約書を紛失。
坂巻誠治
演 - 鶴田忍（最終話）
企画部長。えびす銀行に黒沼への融資を止めさせ倒産に追い込み、さらに花壱に対し立ち退きを命ずる。

### 主なゲスト出演者
第3話
- 大久保：近江谷太朗（第4話）

東京の小さな旅行代理店「青空観光」社長。視察で訪れた花壱の浴場で倒れる。
第4話
- 木暮妙子：ジュディ・オング

修善寺の大旅館「春翠楼」の女将。倫子の女将としての素質を見抜く。
第5話
- 藤崎賢造：神山繁

認知症になった妻との、かつての思い出の地である花壱を訪れた客。
- 藤崎美佐代：岩本多代

既に夫の顔が認知できない。花壱の朝に突然訪れたピンチを救う。
- 松田昇：甲本雅裕

花壱へ取材に来た、雑誌記者と名乗る男。
- 大河内：佐渡稔

宿泊客。
- 畠山：谷川清美

宿泊客。
第6話
- 三浦：モロ師岡

篠田の元後輩。新期オープンした乃木坂の料亭に篠田を引き抜こうとする。
第8話
- 真理子：鈴木砂羽

男性と共に宿泊。
第9話
- 室井：宇梶剛士

アトランティックホテルの社員。以前、史子にプロポーズしていた。
- ジョバンニ・カルパッチョ：フランク・オコーナー

イタリアの高級ホテル社長。接待攻めでお疲れ気味。

## スタッフ
- 企画：石原隆
- 脚本：相沢友子、太田愛
- 演出：小椋久雄、村上正典
- プロデューサー：稲田秀樹
- 音楽：本間勇輔
- 主題歌：福原裕美子「What would I do」
- 制作：フジテレビ、共同テレビ

## 放送日程
| 各話                                                       | 放送日  | サブタイトル     | 脚本     | 演出     | 視聴率 |
| ---------------------------------------------------------- | ------- | ---------------- | -------- | -------- | ------ |
| 第1話                                                      | 4月11日 | 天国から地獄へ   | 相沢友子 | 小椋久雄 | 18.0%  |
| 第2話                                                      | 4月18日 | っていうか大失敗 | 相沢友子 | 小椋久雄 | 15.0%  |
| 第3話                                                      | 4月25日 | 初めてのおつかい | 相沢友子 | 村上正典 | 16.5%  |
| 第4話                                                      | 5月02日 | きらわれた女将   | 相沢友子 | 小椋久雄 | 15.1%  |
| 第5話                                                      | 5月09日 | 最も恐ろしい客   | 太田愛   | 村上正典 | 15.2%  |
| 第6話                                                      | 5月16日 | 料理が出せない   | 相沢友子 | 小椋久雄 | 14.7%  |
| 第7話                                                      | 5月23日 | 母親失格         | 相沢友子 | 村上正典 | 14.8%  |
| 第8話                                                      | 5月30日 | 客は結婚サギ師   | 太田愛   | 小椋久雄 | 13.4%  |
| 第9話                                                      | 6月06日 | 恋愛トンマの女   | 相沢友子 | 村上正典 | 14.0%  |
| 第10話                                                     | 6月13日 | ダメ女の恋       | 相沢友子 | 小椋久雄 | 13.9%  |
| 第11話                                                     | 6月20日 | 閉館             | 相沢友子 | 村上正典 | 14.4%  |
| 最終話                                                     | 6月27日 | 奇跡を呼ぶ宿     | 相沢友子 | 小椋久雄 | 18.4%  |
| 平均視聴率 15.3%（視聴率は関東地区・ビデオリサーチ社調べ） |         |                  |          |          |        |

- 初回は21時 - 22時9分の15分拡大[1]。
- 第8回は野球中継延長のため、21時30分 - 22時24分に放送された[1]。

## ロケ地
ロケ地の旅館は、伊豆にあった「湯ヶ島温泉 落合樓」。本館が「旅館 花壱」、新館が「黒沼旅館」と、ライバル旅館が同じ旅館で撮影されていた。このドラマは、借金7000万円を抱えた旅館の建て直しが軸の一つであるが、当の「湯ヶ島温泉 落合樓」も2002年に負債10億円を抱え、民事再生法を申請し、経営破綻。その後、本館は「落合楼村上」、新館は「眠雲閣 落合」として、別々の旅館として再出発を果たしている。